# Toshio Hirabayashi
Toshio Hirabayashi (平林 俊夫?, Hirabayashi Toshio; fl. XX secolo) è stato un calciatore giapponese, di ruolo centrocampista.

## Biografia
Toshio Hirabayashi debuttò il 17 maggio 1925 nella nazionale giapponese giocando contro le Filippine, contro le quali il Giappone vinse segnando 4 gol. Hirabayashi, durante la sua carriera da calciatore, disputò anche una partita che lo vide scontrarsi con la nazionale cinese.
Toshio Hirabayashi fece parte anche della squadra comunale di Osaka.